# (1570) Brunonie
Pour les articles homonymes, voir Brunonia.
(1570) Brunonie[réf. nécessaire], désignation internationale (1570) Brunonia, est un astéroïde de la ceinture principale.

## Description
(1570) Brunonie est un astéroïde de la ceinture principale. Il fut découvert par Sylvain Arend le 9 octobre 1948 à Uccle. Il présente une orbite caractérisée par un demi-grand axe de 2,84 UA, une excentricité de 0,056 et une inclinaison de 1,666° par rapport à l'écliptique.
Il fut nommé d'après à l'Université Brown, Providence, Rhode Island, 7e Université des États-Unis par l'ancienneté.

## Compléments